# Љешане
Љешане (алб. Leshan) је насељено место у општини Пећ, на Косову и Метохији. Према попису становништва из 2011. у насељу је живело 354 становника.

## Становништво
Према попису из 2011. године, Љешане има следећи етнички састав становништва:
| Националност | 2011.        |
| Албанци      | 262 (74,01%) |
| Египћани     | 92 (25,99%)  |
| Укупно       | 354          |

| Демографија | Демографија | Демографија |
| Година      | Становника  | Становника  |
| ----------- | ----------- | ----------- |
| 1948.       | 552         |             |
| 1953.       | 610         |             |
| 1961.       | 715         |             |
| 1971.       | 811         |             |
| 1981.       | 981         |             |
| 1991.       | 1.084       |             |
| 2011.       | 354         |             |